# Campeonato Asiático de Taekwondo de 2021
El XXIV Campeonato Asiático de Taekwondo se celebró en Beirut (Líbano) en 2021 bajo la organización de la Unión Asiática de Taekwondo.
En total se disputaron en este deporte dieciséis pruebas diferentes, ocho masculinas y ocho femeninas.

## Resultados

### Masculino
| Evento | Oro                          | Plata                        | Bronce                                                        |
| ------ | ---------------------------- | ---------------------------- | ------------------------------------------------------------- |
| –54 kg | Bae Jun-Seo Corea del Sur    | Hosein Lotfi Irán            | Mark Jalif · Líbano · Samat Temirjan · Kazajistán             |
| –58 kg | Mohsen Rezaí Afganistán      | Kim Young-Hwan Corea del Sur | Haroon Khan Pakistán Armin Hadipur Irán                       |
| –63 kg | Niyoz Po‘latov Uzbekistán    | Zaid Al-Halawani Jordania    | Dashdavaaguiin Chinzorig Mongolia Hikmatullah Zain Afganistán |
| –68 kg | Huang Yu-Jen China Taipéi    | Jin Ho-Jun Corea del Sur     | Zaid Karim Jordania Jasurbek Jaysunov Uzbekistán              |
| –74 kg | Kim Seok-Bae Corea del Sur   | Amir Mohamad Bajshi Irán     | Mehdi Yalali Irán Shajboz Tusmatov Uzbekistán                 |
| –80 kg | Saleh El-Sharabati Jordania  | Liu Wei-Ting China Taipéi    | Nikita Rafalovich Uzbekistán Park Woo-Hyeok Corea del Sur     |
| –87 kg | Lee Seung-Hwan Corea del Sur | Smaiyl Duisebay · Kazajistán | Shuhrat Salayev Uzbekistán Abdulá Mohamad Siria               |
| +87 kg | Sayad Mardani Irán           | Bae Yoon-Min Corea del Sur   | Ray Rahy Líbano Shojruj Radjabov Uzbekistán                   |

### Femenino
| Evento | Oro                          | Plata                           | Bronce                                                    |
| ------ | ---------------------------- | ------------------------------- | --------------------------------------------------------- |
| –46 kg | Negar Esmaili Irán           | Kang Mi-Reu Corea del Sur       | Shojsanam Azamova Uzbekistán Fereshteh Jazai Irán         |
| –49 kg | Trương Thị Kim Tuyến Vietnam | Madinabonu Mannopova Uzbekistán | Anna El-Haddad Líbano Kang Bo-Ra Corea del Sur            |
| –53 kg | Charos Kayumova Uzbekistán   | Su Po-Ya China Taipéi           | Gazal Kiani Palestina Gazal Soltani Irán                  |
| –57 kg | Kim Yu-Jin Corea del Sur     | Trần Thị Ánh Tuyết Vietnam      | Chen Yu-Chuang China Taipéi Nahid Kiani Irán              |
| –62 kg | Feruza Sadikova Uzbekistán   | Jeon Chae-Eun Corea del Sur     | Parisa Javadi Irán Lin Ting-Ru China Taipéi               |
| –67 kg | Yuliana Al-Sadek Jordania    | Melika Mirhoseini Irán          | Mojru Jalimova Tayikistán Maram Fatnasi Catar             |
| –73 kg | Myeong Mi-Na Corea del Sur   | Cansel Deniz · Kazajistán       | Ma Ting-Hsia China Taipéi Zeinab Esmaili Irán             |
| +73 kg | Yoon Do-Hee Corea del Sur    | Kirstie Alora Filipinas         | Zahra Puresmail · Irán · Axaule Yerkassimova · Kazajistán |

## Medallero
| Núm. | País          | Oro | Plata | Bronce | Total |
| ---- | ------------- | --- | ----- | ------ | ----- |
| 1    | Corea del Sur | 6   | 5     | 2      | 13    |
| 2    | Uzbekistán    | 3   | 1     | 6      | 10    |
| 3    | Irán          | 2   | 3     | 8      | 13    |
| 4    | Jordania      | 2   | 1     | 1      | 4     |
| 5    | China Taipéi  | 1   | 2     | 3      | 6     |
| 6    | Vietnam       | 1   | 1     | 0      | 2     |
| 7    | Afganistán    | 1   | 0     | 1      | 2     |
| 8    | Kazajistán    | 0   | 2     | 2      | 4     |
| 9    | Filipinas     | 0   | 1     | 0      | 1     |
| 10   | Líbano        | 0   | 0     | 3      | 3     |
| 11   | Catar         | 0   | 0     | 1      | 1     |
| 11   | Mongolia      | 0   | 0     | 1      | 1     |
| 11   | Pakistán      | 0   | 0     | 1      | 1     |
| 11   | Palestina     | 0   | 0     | 1      | 1     |
| 11   | Siria         | 0   | 0     | 1      | 1     |
| 11   | Tayikistán    | 0   | 0     | 1      | 1     |
|      | TOTAL         | 16  | 16    | 32     | 64    |